# Bitty Schram
Elizabeth Natalie Schram (Mountainside, Nueva Jersey, 17 de julio de 1968), más conocida como Bitty Schram, es una actriz estadounidense reconocida principalmente por sus papeles como Sharona Fleming en el seriado Monk y como Evelyn Gardner en la película A League of Their Own (1992).

## Primeros años
Nacida en Mountainside, Nueva Jersey, Schram estudió en la Jonathan Dayton High School. Tiempo después ingresó a la Universidad de Maryland con una beca en tenis y se graduó en diseño. Cuando decidió convertirse en actriz escogió el sobrenombre de Bitty. Schram adhiere al judaísmo.

## Carrera
Su primer rol importante fue el de Evelyn Gardner en el filme de Penny Marshall A League of Their Own. Durante 1993 y 1995 apareció en la obra de teatro de Neil Simon Laughter on the 23rd Floor.
En 2002 interpretó uno de los papeles principales junto con Tony Shalhoub en el seriado Monk, permaneciendo hasta mediados de la tercera temporada. La cadena declaró que decidió «tomar una dirección creativa diferente con algunos de sus personajes». The Hollywood Reporter informó que «algunos miembros del reparto de la serie, entre ellos Schram, Ted Levine y Jason Gray-Stanford, intentaron renegociar las condiciones de sus contratos» y citó la marcha de Schram como prueba de la «línea dura de la industria contra los actores que buscan aumentos de sueldo y no son absolutamente esenciales para la serie». Finalmente, Levine y Gray-Stanford permanecieron en la serie. La actriz Traylor Howard sustituyó al personaje de Schram como ayudante de Monk.
Schram apareció como invitada en un episodio de la octava y última temporada de la serie, titulado «Mr. Monk and Sharona». En 2016 interpretó el papel de la oficial Lori en el filme Moments of Clarity.

## Filmografía

### Cine
| Año  | Título                     | Papel             | Notas        |
| ---- | -------------------------- | ----------------- | ------------ |
| 1992 | Fathers & Sons             | Terry             |              |
| 1992 | A League of Their Own      | Evelyn Gardner    |              |
| 1993 | The Night We Never Met     | Mujer en farmacia |              |
| 1993 | My Family Treasure         | Alexandra         |              |
| 1994 | Chasers                    | Flo               |              |
| 1994 | Full Cycle                 | Sofie             |              |
| 1996 | Caught                     | Amy               |              |
| 1996 | The Pallbearer             | Lauren            |              |
| 1996 | Marvin's Room              | Janine            |              |
| 1996 | One Fine Day               | Marla             |              |
| 1998 | Kissing a Fool             | Vicki Pelam       |              |
| 1998 | Cleopatra's Second Husband | Hallie Marrs      |              |
| 2001 | The Tag                    | Gina              | Cortometraje |
| 2002 | Unconditional Love         | Mesera            |              |
| 2004 | The Sure Hand of God       | Christine Bigbee  |              |
| 2006 | A-List                     | Samantha          |              |
| 2016 | Moments of Clarity         | Oficial Lori      |              |

### Televisión
| Año       | Título               | Papel           | Notas            |
| --------- | -------------------- | --------------- | ---------------- |
| 1995      | Long Island Fever    | Penny           | Telefilme        |
| 1999      | G vs E               | Ani             | 1 episodio       |
| 2001      | Destiny              |                 | Telefilme        |
| 2001      | Strong Medicine      | Juno Bouvoir    | 1 episodio       |
| 2001      | Roswell              | Bunny           | 1 episodio       |
| 2001–2002 | Felicity             | Rita            | 3 episodios      |
| 2002–2009 | Monk                 | Sharona Fleming | Papel recurrente |
| 2005      | Kitchen Confidential | Reese Ryder     | 1 episodio       |
| 2006      | Thief                | Lila Granville  | Miniserie        |
| 2007      | You've Got a Friend  | Jackie Nelson   | Telefilme        |
| 2009      | Ghost Whisperer      | Jody            | 1 episodio       |